# Barrett (Texas)
Pour les articles homonymes, voir Barrett.
Barrett, également connu sous le nom de Barrett Station, est un secteur non constitué en municipalité et une census-designated place (CDP) du Texas, aux États-Unis, situé dans le comté de Harris. D'après le recensement des États-Unis de 2010, on y compte 3 199 habitants.

## Histoire
La localité est fondée en 1889 par Harrison Barrett.

## Géographie
Barrett est centrée sur les coordonnées 29° 52′ 19″ N, 95° 03′ 43″ O (29.871849, -95.062065). La U.S. Route 90 traverse la partie nord-ouest de la communauté.
D'après le Bureau du recensement des États-Unis, le CDP couvre une superficie de 17,1 km2.